# Collet de la Creu del Serrà
El Collet de la Creu del Serrà és una collada situada a 692,3 metres d'altitud. Està situat en el terme municipal de Sant Quirze Safaja, de la comarca del Moianès.
Està situat a la carretera C-59, en el sector central-nord del terme, en el punt quilomètric 6,4 de la carretera C-1413b, al nord-oest del Serrà i al sud-est de Plana Serra.